# 1952 w polityce
Wydarzenia polityczne w 1952 roku.

## Styczeń
- 12 stycznia – w strefie Kanału Sueskiego starły się ze sobą oddziały egipskie ze stacjonującymi tam wojskami brytyjskiego. W wyniku czterodniowych walk po obu stronach zginęło 25 osób[1].

## Luty
- 18 lutego – Grecja i Turcja przystąpiły do NATO[2].

## Marzec
- 6 marca – w Warszawie został stracony zbrodniarz hitlerowski Jürgen Stroop[3].
- 10 marca – w Hawanie doszło do pałacowego przewrotu, na czele którego stanął generał Fulgencio Batista[1].

## Kwiecień
- 9 kwietnia – powołano Stowarzyszenie „Pax” – katolicką organizację, wspierającą rządy komunistyczne. Na jej czele stanął Bolesław Piasecki[1].
- 9–11 kwietnia – w Boliwii bojownicy Narodowego Ruchu Rewolucyjnego dokonali udanego przewrotu. Nowym prezydent został Víctor Paz Estenssoro[1].
- 28 kwietnia – wszedł w życie pokojowy traktat amerykańsko-japoński, który kończył okupację Japonii przez amerykańskie wojska[1].

## Maj
- 3 maja – z Monachium nadano pierwszą audycję Rozgłośni Polskiej Radia Wolna Europa. Kierownikiem sekcji polskiej został Jan Nowak-Jeziorański[1].
- 27 maja – w Paryżu sześć krajów (Belgia, Francja, Holandia, Luksemburg, RFN i Włochy) podpisało Układ ustanawiając EWO (Europejska Wspólnota Obronna)[4].
- 15-letni panczenlama (drugi co do rangi przywódca duchowny Tybetu) został przewieziony do Lhasy przez wojska chińskie. Władze chińskie uznały, że kontrolując duchownego w Tybecie, będą jednocześnie mogły za jego pośrednictwem kontrolować lamaickie duchowieństwo[1].

## Czerwiec
- 4 czerwca – urodził się Bronisław Komorowski, prezydent Polski w latach 2010–2015[5].

## Lipiec
- 22 lipca – uchwalenie Konstytucji PRL[6].
- 23 lipca:
  - generał Muhammad Nadżib dokonał zamachu stanu w Egipcie. Oddziały Nadżiba zdobyły wszystkie ważniejsze punkty w Kairze i innych miastach. Sprawujący funkcję premiera Hilaly Pasza zrezygnował ze stanowiska. Król Faruk I (formalnie pozostający głową państwa) wyznaczył na nowego premiera Ali Mahirę. Faktyczne rządy sprawował jednak Gamal Abdel Naser[1];
  - wszedł w życie traktat ustanawiający Europejską Wspólnotę Węgla i Stali[7].
- 25 lipca – Portoryko (przekazane Stanom Zjednoczonym w 1898 roku po wojnie hiszpański–amerykańskiej) otrzymało status państwa stowarzyszonego z USA[1].

## Październik
- 14 października – w Moskwie zakończył się XIX Zjazd Wszechzwiązkowej Komunistycznej Partii. Zjazd zdecydował się na zmianę nazwy partii na Komunistyczną Partię Związku Radzieckiego[1].
- 30 października – zmarł Patrick Sarsfield Manley, kanadyjski pilot myśliwski[8].

## Listopad
- 4 listopada – wybory prezydenckie w Stanach Zjednoczonych wygrał Dwight Eisenhower. Wiceprezydentem został Richard Nixon[1].

## Grudzień
- 1 grudnia – zmarł Edward James Gay, amerykański polityk[9].
- 10 grudnia – Pokojową Nagrodę Nobla otrzymał Albert Schweitzer[1].